# Wiktor Muschenko
Wiktor Mykolaiowytsch Muschenko (* 10. Oktober 1961 in Wystupowytschi, Oblast Schytomyr, Ukrainische SSR) ist ein ukrainischer Armeegeneral, ehemaliger Generalstabschef und Chef der Streitkräfte der Ukraine.
Nachdem Muschenko 2005 die Landesverteidigungsakademie der Ukraine absolviert hatte, wurde er zum stellvertretenden Stabschef des Armeekorps der ukrainischen Streitkräfte ernannt und stieg bis 2010 zum ersten stellvertretenden Kommandeur auf. Von 2010 bis 2012 war er Kommandant des achten Armee-Korps.
Am 10. Mai 2012 wurde er vom Verteidigungsminister der Ukraine zum stellvertretenden Generalstabschef der Streitkräfte der Ukraine ernannt.
Am 20. Mai 2014 wurde er von Oleksandr Turtschynow zum ersten stellvertretenden Leiter des Anti-Terror-Zentrums des Sicherheitsdienstes der Ukraine ernannt.
Am 23. August 2014 wurde er vom Präsidenten der Ukraine, Petro Poroschenko, zum Generaloberst befördert und zum Chef des Generalstabs und Chef der Streitkräfte der Ukraine ernannt. Dieses Amt bekleidete er bis zum 21. Mai 2019. Ab dem 15. Dezember 2014 war er Mitglied des Nationalen Sicherheitsrates der Ukraine und am 14. Oktober 2015 wurde er zum Armeegeneral befördert.
Am 2. September 2019 wurde Muschenko per Dekret des ukrainischen Präsidenten Wolodymyr  Selenskyj aus dem Militärdienst entlassen.

## Strafverfolgung in Russland
Im September 2015 beschuldigte das Ermittlungskomitee der Russischen Föderation Muschenko des Einsatzes verbotener Kriegsmethoden und des Völkermords und leitete ein Strafverfahren gegen ihn ein. 2016 unternahm die russische Führung den Versuch, Muschenko über Interpol zur Fahndung ausschreiben zu lassen, was jedoch abgelehnt wurde.
Im November 2018 verhängte Russland Sanktionen gegen über 300 ukrainische Staatsbürger, darunter Muschenko, deren Konten und Besitztümer in Russland blockiert wurden.

## Sonstiges
Wiktor Muschenko ist Träger des Orden Daniel von Galizien, ist verheiratet und hat einen Sohn und eine Tochter.